# 任克溥
任克溥（？—1703年），字海眉，山东聊城人，清朝大臣。

## 生平
順治二年（1645年）舉乙酉科山東鄉試，顺治六年（1649年）登进士，授南陽府推官，授吏科给事中，因足智多謀，绰号“任帽子”。順治十四年（1657年）上疏揭露丁酉順天科場案。康熙十二年（1673年）官至刑部侍郎。康熙四十二年（1703年）聖祖南巡时，任克溥奏请立“今日无税”碑。康熙四十二年卒。